# Richard Guylford
Sir Richard Guylford bio je visoki dužnosnik na engleskom dvoru i obavještajac.
Potječe iz ugledne plemenitaške obitelji, koja je igrala istaknutu ulogu u engleskome javnom životu. Njegov je otac obavljao dužnost financijskoga kontrolora, neku vrstu ministra financija – na dvoru Edvarda IV. a njegov sin Richard i sam je obnašao visoke funkcije na dvoru kralja Henrik VII.
Za hrvatsku je povijest bitan zbog putopisa u kojem je opisao hrvatske krajeve na kojima je bio na hodočasničkom proputovanju kad je putovao u Palestinu. Vrlo je vjerojatno da je otišao u neku vrstu obavještajne misije za svoga kralja Henrika VII.
Bio je član tajnoga kraljevskog savjeta, i kralj ga je još 1500. odlikovao ordenom "Reda podvezice", što je bila onda i danas, iznimno rijetka čast. Bitna je činjenica što je bio zadužen za brodogradnju u vrijeme kad je Engleska žurno nastojala izgraditi svoju mornaricu. Teško je zamisliti da bi kralj jednom tako bliskom suradniku tako olako odobrio produženi dopust, čak i kad se radilo o hodočašću. On je očito imao za to dobroga razloga.
Vjerojatno je da je na putovanje prema Palestini otišao radi informiranja o mletačkoj ratnoj brodogradnji i da je hodočašće bilo sporedna svrha i korisna krinka. Mletci su u to vrijeme bili tada najjača pomorska sila na Sredozemlju. Glasovito brodogradilište Arsenale radilo je punom parom i s obzirom na visoku tehnološku razinu mletačke brodogradnje, Englezi, koji su žurno izgrađivali vlastitu flotu, željeli su vidjeti iz prve ruke što se tamo događa. Bio je još jedan razlog zašto je Engleze interesirala mletačka brodogradnja. Jedno područje u koje engleski trgovci nikako nisu mogli prodrijeti bio je Mediteran, koji su Mlečani držali 'svojim' morem.
Dijelom zbog tih političkih razmirica, a dijelom zbog turske dekspanzije na Balkanu bilo je od vitalne potrebe za kralja Henrika doznati točno što se događa na terenu. Za taj je posao najprikladniji bio njegov vjerni savjetnik i pouzdanik sir Richard Guylford koji je s obzirom na svoje poznavanje brodogradnje mogao skupiti dragocjene informacije o stanju brodograđevne tehnologije. Zbog toga se Guylford zadržao u Mletcima ništa manje od sedam tjedana prije nego što je nastavio put na Istok, i da je velik dio svoga vremena provodio baš u blizini glasovitoga mletačkog Arsenale, pažljivo ispitujući brodove i njihovo naoružanje.
Na putu prema Palestini prošao je iz Mletaka u Poreč, do Pule, preko Kvarnera ("Senjskog zaljeva"), Zadra, Visa te Korčulanskim kanalom u Dubrovnik. U Hvar nije svratio zbog jakog vjetra. Guylford se u putopisu oslanja se na domaće ljude i potvrđuje podatke kontinentalnih hodočasnika iz tog vremena, smještajući nedvosmisleno Dubrovnik u hrvatsko kraljevstvo. Drugi važan zapis u svezi s Hrvatskom je taj što ondje ne pravi razliku između Slavonije i Dalmacije, za koje drži da se teritorijalno poklapaju – osim što je 'Dalmacija' dakako stariji i više rasprostranjen termin. Drugo, on cijelu 'Slavoniju ili Dalmaciju' naziva 'hrvatskom pokrajinom'. To je iznenađujući i valjda najzanimljivi podatak od svega ostaloga u njegovom putopisu. Što se specifično tiče informacije da je 'Slavonija ili Dalmacija' pokrajina hrvatskog kraljevstva, to je, po svoj prilici, mogao čuti samo u Dubrovniku.